# Cantherhines dumerilii
Cantherhines dumerilii är en fiskart som först beskrevs av Hollard 1854.  Cantherhines dumerilii ingår i släktet Cantherhines och familjen filfiskar. Inga underarter finns listade.